# Christian Bartholdy
Christian Bartholdy (født 21. marts 1889 i Laurbjerg, død 5. november 1976 i Odense) var 1934-1959 formand for Indre Mission. Han var søn af sognepræst J.P. Bartholdy (død 1928) og Christiane Marie f. Gad og bror til Carl Georg Bartholdy.
Efter sin studentereksamen i Kolding i 1906 studerede Bartholdy teologi i København. Efter endt uddannelse i 1912 blev han først manuduktør i perioden 1912-16, og i 1914-16 var han samtidig ansat på kirkefondets kontor. I 1916 blev han kapellan på Thurø og i 1918 sognepræst for Sebber og Store Ajstrup Sogne; senere i 1925 i Brorstrup og Ravnkilde Sogne. I 1943 blev han sognepræst for Haslev og Freerslev Sogn, hvor han virkede frem til 1954. Herefter gik han på pension og bosatte sig i Kolding. Han var ugift.
I 1929 trådte han ind i hovedbestyrelsen for Indre Mission, hvor han var formand i perioden 1934-59. Han sad også i kommissionen til oversættelse af Det nye Testamente fra 1929. Han er forfatter til en række kristne skrifter, herunder også prædikensamlinger.
Han var Ridder af 1. grad af Dannebrogordenen.